# Kees Broekman
Cornelis Broekman dit Kees Broekman, né le 2 juillet 1927 à De Lier et mort le 8 novembre 1992 à Berlin, est un patineur de vitesse néerlandais.

## Biographie
Découvert par l'ancien sportif Siem Heiden, il participe pour la première fois aux Jeux olympiques lors des Jeux de Saint-Moritz où il prend la 5e place du 10 000 mètres, la 6e du 5 000 m, la 9e du 1 500 m et enfin la 28e du 500 mètres. En 1949, il remporte une médaille d'argent aux championnats du monde toutes épreuves. Lors des Jeux olympiques d'hiver de 1952 d'Oslo, il est double médaillé d'argent dans les épreuves du  5 000 mètres et du 10 000 mètres, en se classant à chaque fois le Norvégien Hjalmar Andersen. Il prend également la 5e place du 1 500 mètres lors de ces mêmes Jeux. La même année, il devient vice-champion d'Europe. L'année suivante, il remporte son premier titre international en devenant champion d'Europe en combiné et même s'il est le premier néerlandais à le devenir, cette victoire est éclipsée par les inondations qui touchent les Pays-Bas ce jour-là. Avant de prendre sa retraite sportive, il participe aux Jeux olympiques d'hiver de 1956 à Cortina d'Ampezzo en se classant notamment à la 4e place du 5 000 mètres et à la 5e du 10000 m et aux Jeux de 1960 à Squaw Valley en prenant la 16e place du 10 000 mètres et la 20e du 5000m. Après sa carrière sportive, il devient entraîneur et entraîne notamment les futurs champions du monde Atje Keulen-Deelstra et Göran Claeson. Il meurt à Berlin à l'âge de 65 ans.

## Palmarès

### Jeux olympiques
- Oslo 1952
  -  Médaille d'argent dans l'épreuve du 5 000 mètres
  -  Médaille d'argent dans l'épreuve du 10 000 mètres

### Championnats du monde
- Oslo 1949
  -  Médaille d'argent en combiné

### Championnats d'Europe
- Õstersund 1952
  -  Médaille d'argent en combiné
- Hamar 1953
  -  Médaille d'or en combiné

## Records personnels
Source :
| Épreuve  | Résultat      | Année |
| -------- | ------------- | ----- |
| 500 m    | 44 s 2        | 1956  |
| 1 500 m  | 2 min 13 s 2  | 1956  |
| 5 000 m  | 8 min 00 s 2  | 1956  |
| 10 000 m | 16 min 33 s 5 | 1949  |